# Tempi difficili
(Charles Dickens, Tempi difficili)
Tempi difficili (Hard Times - For These Times) è un romanzo di Charles Dickens, pubblicato per la prima volta nel 1854. Il libro è uno dei romanzi di critica sociale pubblicati nello stesso periodo, come Nord e Sud di Elizabeth Gaskell, e gli altri scritti dallo stesso Dickens. Il romanzo è ambientato a Coketown (letteralmente "Città del carbone"), un'immaginaria città industriale. Il romanzo ebbe una grande eco e ricevette commenti positivi e negativi da molti critici tra cui F.R. Leavis, George Bernard Shaw, e Thomas Babington Macaulay, che sottolinearono soprattutto le posizioni di Dickens nei confronti dei sindacati e il pessimismo della sua analisi sociale.

## Le circostanze della scrittura
Dickens pubblicò Tempi difficili (Hard Times) a puntate sul suo periodico Household Words. Da un punto di vista ideologico Dickens indirizzò la sua satira agli utilitaristi, i cui sostenitori Dickens descrive in una lettera a Charles Knight come persone che "vedono solo cifre e medie, e nient'altro". L'intento principale dello scrittore fu quello di sostenere la campagna in favore della riforma delle condizioni di lavoro: ispirandosi alle esperienze vissute nella propria infanzia, Dickens era deciso a "dare il più duro colpo di cui sono capace" in nome di quelli che lavorano in condizioni così orribili.

### Ambientazione
(Parte della descrizione di Coketown, in Tempi difficili)
Il libro è ambientato a Coketown, poiché all'autore non era stato permesso di menzionare il nome reale della città in cui si svolgono i fatti narrati, Preston, vicino a Manchester, la quale era stata visitata da Dickens il 28 gennaio del 1854 e i cui scioperi lo avevano interessato; egli aveva già visitato di persona alcune fabbriche a Manchester all'inizio del 1839 ed era rimasto atterrito e allibito dalle dure condizioni di lavoro degli operai.

### Prevalenza dell'utilitarismo

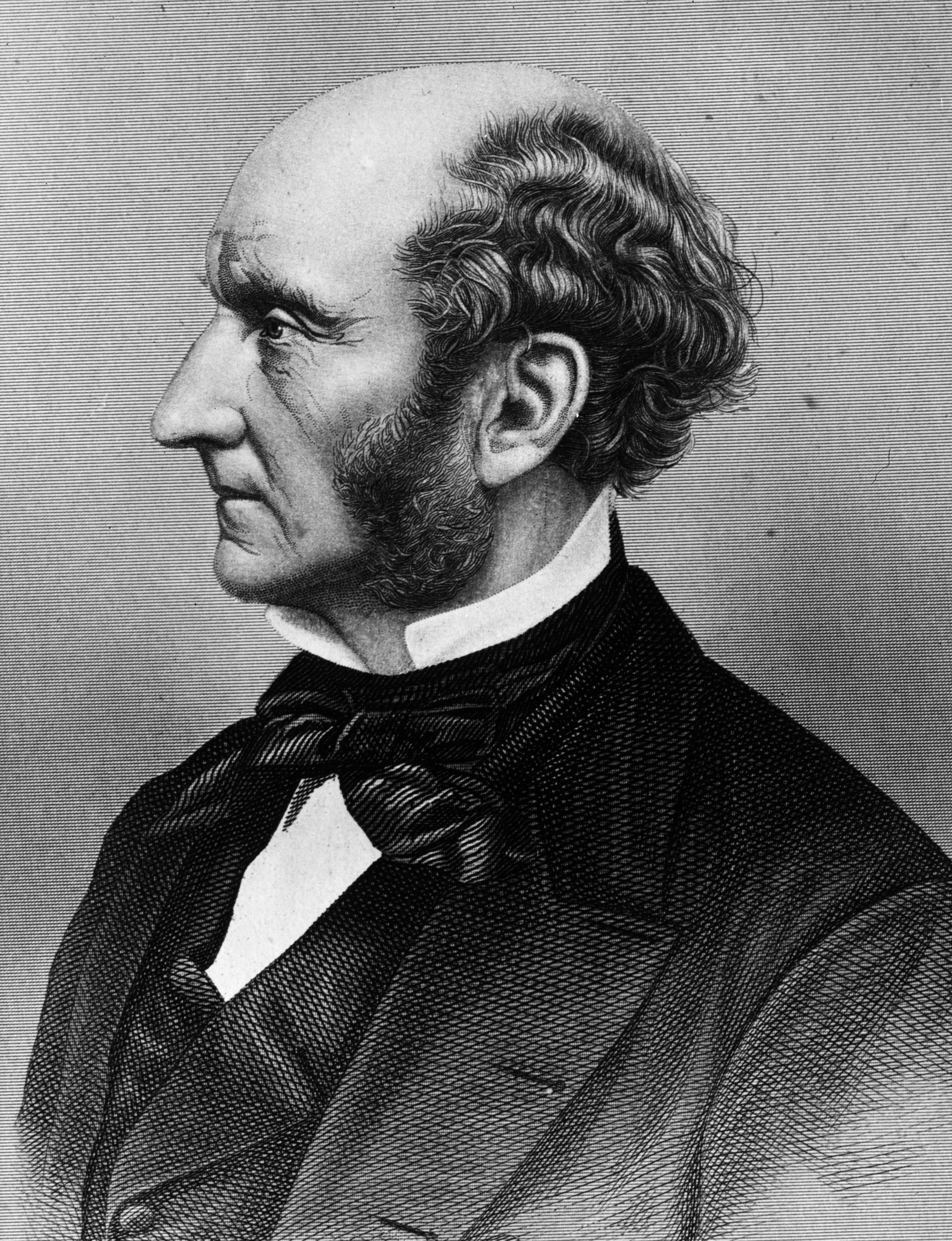
John Stuart Mill

Gli utilitaristi sono uno dei bersagli del sarcasmo di Dickens. L'utilitarismo era una delle scuole di pensiero prevalenti nell'Inghilterra vittoriana e Jeremy Bentham fu il padre di questa filosofia che si basava sui "fatti" ed escludeva l'importanza dei valori morali e spirituali, nonché delle emozioni, e abbraccia il principio secondo cui la promozione del benessere sociale dev'essere l'obiettivo finale per l'individuo e la società in generale, una posizione che è meglio sintetizzata dalla frase: "la più grande quantità di felicità per il più grande numero di persone". Dickens era allibito dall'egoismo nella sua interpretazione della filosofia, combinato col materialista laissez-faire del capitalismo nell'educazione dei molti bambini del tempo e nel costume industriale: nell'interpretazione di Dickens, la prevalenza dei valori utilitaristi nelle istituzioni educative promuoveva il disprezzo tra i proprietari di industrie e i lavoratori, creando giovani adulti disabituati all'immaginazione dando troppa importanza ai fatti a spese di passatempi creativi.

### Statistiche
L'uso strumentale delle statistiche era un argomento su cui Dickens espresse grande rabbia. Vale la pena di dire che Dickens non sminuì l'uso così massiccio delle statistiche per scopi riformativi e sanitari, ma dimostrò come queste informazioni potessero essere soggette a falsificazioni ed abusi col proposito di soggiogare e creare statistiche basate su una precisa classe sociale. Nicholas Coles precisa nel suo libro The Politics of Hard Times: Dickens the Novelist versus Dickens the Reformer, che Dickens era
Dickens era anche contro l'uso potenzialmente ingiusto delle statistiche per giustificare l'ineguale distribuzione della ricchezza. Uno dei molti casi in cui nel romanzo un personaggio legato all'utilitarismo tenta di indottrinare qualcuno che continua ad avere una "tenera immaginazione" appare nel nono capitolo: alla domanda su quale fosse il primo principio dell'economia politica, Sissy, una giovane studentessa, risponde "Fare agli altri quello che vorresti gli altri facessero a te"; il signor Gradgrind vede questo innocente fraintendimento della Regola d'Oro per la regola dell'egoismo come assurdo e osserva, scuotendo la testa, che "la faccenda si è messa male": così la critica che Dickens muove all'economia estende la critica alla statistica come un'altra forma di conoscenza mirata al potere, piuttosto che conoscenza compassionevole.

### Pubblicazione

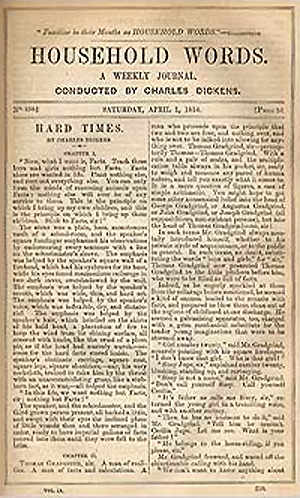
Copertina di un fascicolo di "Tempi difficili"

Il romanzo fu pubblicato a puntate nella rivista settimanale Household Words, di proprietà dello stesso Dickens. Le vendite erano incoraggianti per Dickens che disse di essere "per tre parti pazzo e la quarta delirante, perpetuamente di fretta per Tempi difficili". Il romanzo fu pubblicato settimanalmente tra il 1º aprile e il 12 agosto 1854. Vendette bene e fu pubblicato in volume in agosto. Un romanzo che affronta le stesse tematiche, Nord e Sud di Elizabeth Gaskell, fu pubblicato nella stessa rivista.
Estremamente popolare fin dal primo capitolo - raddoppiò la tiratura di Household Words - il romanzo fu considerato per qualche tempo al di sotto dei canoni di Dickens. Era considerato forse un po' troppo polemico. Più recentemente è stato acclamato dalla critica come uno dei lavori più importanti di Dickens, per la vividezza del linguaggio, il potere allegorico e la battaglia tra immaginazione, utilitarismo e conoscenza della vita domestica. Tempi difficili è il primo grande romanzo di Dickens ad apparire prima a puntate e poi in volume.

## Trama
Tempi difficili è strutturato in tre parti, il titolo di ciascuna è legato al versetto "ciascuno di noi raccoglie quello che ha seminato" (Galati, 6:7), ovvero: quello che viene fatto nel presente ha degli effetti diretti su quello che succederà nel futuro. Il libro primo è intitolato La semina, il secondo La mietitura e il terzo Il raccolto. Dickens scelse volutamente questi titoli e sono fondamentali per la comprensione e l'analisi del testo.

### Libro primo:La semina
Il romanzo si apre in un'aula scolastica di Coketown. Thomas Gradgrind, un "uomo di fatti e calcoli", sta interrogando Sissy Jupe, la figlia di un domatore di cavalli e veterinario del circo equestre Sleary. L'ambiente in cui è cresciuta Sissy, così ricco di bizzarrie, in cui la fantasia e l'immaginazione non sono difetti, è in netta contrapposizione con i "fatti e calcoli" di Gradgrind, il quale le chiede la definizione esatta di cavallo che lei, mortificata, non riesce a dare, a differenza del suo compagno Bitzer.
Dopo la scuola Gradgrind vede, dietro al capannone del circo equestre Sleary, Louisa e Tom, due dei suoi cinque figli, che spiano all'interno del tendone assieme ad altri ragazzi. Arrabbiato, trascina via i suoi figli che, abbattuti, cercano di spiegargli che era solo curiosità, ma Gradgrind non ammette scuse.

Dopo aver riportato a casa Tom e Louisa, spinto dal loro comportamento Gradgrind esce di casa con Josiah Bounderby, il suo più caro amico che lo stava aspettando a casa, per andare alla locanda in cui vive Sissy, l'arme di Pegaso, per incontrare il padre di quest'ultima e dirgli che sua figlia non può più frequentare la scuola per il rischio che le sue idee si diffondano nella classe. Imbattutisi in Sissy per strada, si fanno accompagnare da lei alla locanda.
Il padre di Sissy però non è in casa e quest'ultima va a cercarlo al circo. Nel frattempo si presentano due artisti del circo che informano Gradgrind e Bounderby che il padre di Sissy l'ha abbandonata convinto che la vita della figlia sarebbe stata migliore senza di lui. Quando Sissy rientra capisce che suo padre l'ha abbandonata e Gradgrind le impone una scelta: rimanere nel circo e rinunciare all'educazione oppure frequentare la scuola ma abbandonare il circo; Sissy sceglierà di lasciare quest'ultimo posto e dà l'addio ai suoi più cari amici.
A casa Tom e Louisa discutono dei loro sentimenti, per quanto repressi siano. Il primo trova in sé stesso uno stato di insoddisfazione e anche la sorella esprime il suo malcontento per la sua infanzia mentre guarda fisso nel fuoco. L'abilità di stupirsi di Louisa, comunque, non è interamente estinta dalla rigida educazione basata sui Fatti.

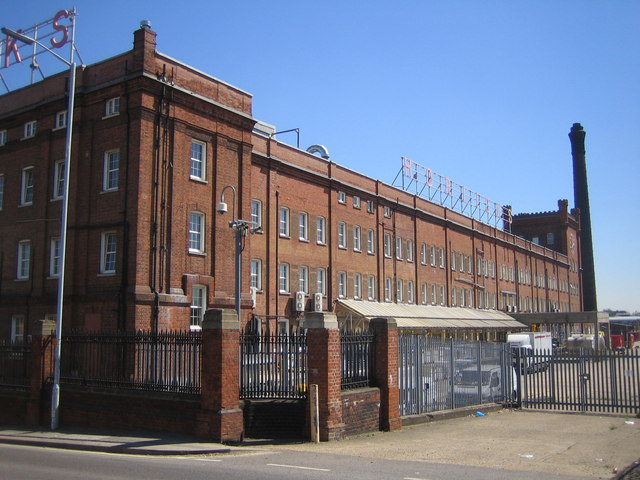
Una fabbrica inglese di inizio secolo

Il decimo capitolo introduce gli operai delle fabbriche, chiamati spregiativamente "le mani", in particolare Stephen Blackpool, "un uomo di assoluta integrità" che conduce una vita faticosa, sposato con una alcolista che è scappata di casa. È appena uscito dal lavoro e sta aspettando Rachael, una sua cara amica, anch'essa operaia, con la quale è solito fare la strada di casa, ma non la vede e decide di incamminarsi. La incontra più tardi, e camminano insieme verso casa parlando di loro e della loro giornata.
Rientrato a casa, nell'accingersi ad appoggiare una candela sul camino inciampa sul corpo di sua moglie, che è distesa sul pavimento ubriaca, la quale ha appena fatto uno sgradito ritorno a Coketown. Lei si sveglia, borbotta alcune insane minacce a Stephen e poi si butta sul letto mentre lui, turbato dalle parole della moglie, passa la notte su una sedia.
Il giorno successivo Stephen fa visita a Bounderby per chiedergli un consiglio su come metter fine al suo disgraziato matrimonio ed essere libero di sposare Rachael. La signora Sparsit, una vecchia vedova dalle importanti parentele che faceva i lavori in casa di Bounderby, è "scandalizzata dall'immoralità" di Stephen e Bounderby gli dice che non può permettersi di annullare il matrimonio perché la procedura burocratica è lunga e troppo costosa per le tasche di un operaio. Stephen prende commiato da Bounderby e abbattuto e disorientato dal suo responso va al lavoro.
Qualche tempo dopo Gradgrind si fa portavoce di Bounderby nel proporre il matrimonio a Louisa, la quale si trova in uno stato di malinconica apatia non solo per l'aridità della vita che ha vissuto fino ad allora, ma anche perché Tom ha iniziato a lavorare nella banca di Bounderby e lei è costretta a passare da sola le sue giornate. Gradgrind comunque non capisce lo stato in cui si trova sua figlia ed è entusiasta quando lei accetta apaticamente l'offerta di Bounderby. Anche Bounderby stesso e la madre di Louisa sono entusiasti; Sissy è l'unica a comprendere i veri sentimenti di Louisa.

### Libro secondo:La Falciatura
Il secondo libro si svolge due anni dopo il matrimonio di Bounderby e Louisa.
Dopo essersi procurato l'indirizzo di Bounderby dalla signora Sparsit, il signor James Harthouse, un gentiluomo elegante e dal bell'aspetto che non avendo trovato la propria vocazione nella vita passa pigramente da un lavoro all'altro, gli spedisce una lettera di presentazione scrittagli da Thomas Gradgrind, che è diventato deputato parlamentare.
Dopo aver ricevuto la lettera il signor Bounderby si reca all'albergo in cui alloggia Harthouse e i due fanno conoscenza; Bounderby ne ha una buona impressione, lo invita a cena a casa sua e gli fa conoscere alcune personalità della cittadina, potenziali elettori. Durante la cena Harthouse, stanco della aggressiva spavalderia dell'industriale, concentra la sua attenzione su Louisa, notandone la natura malinconica. Poco dopo arriva Tom, il quale non nasconde il suo disprezzo per Bounderby che gli rimprovera il ritardo. Tom è diventato scontroso ed arrogante a dispetto della sua retta educazione. Anche Tom prende in simpatia Harthouse (una simpatia non ricambiata, dato che Harthouse lo considera un "marmocchio").

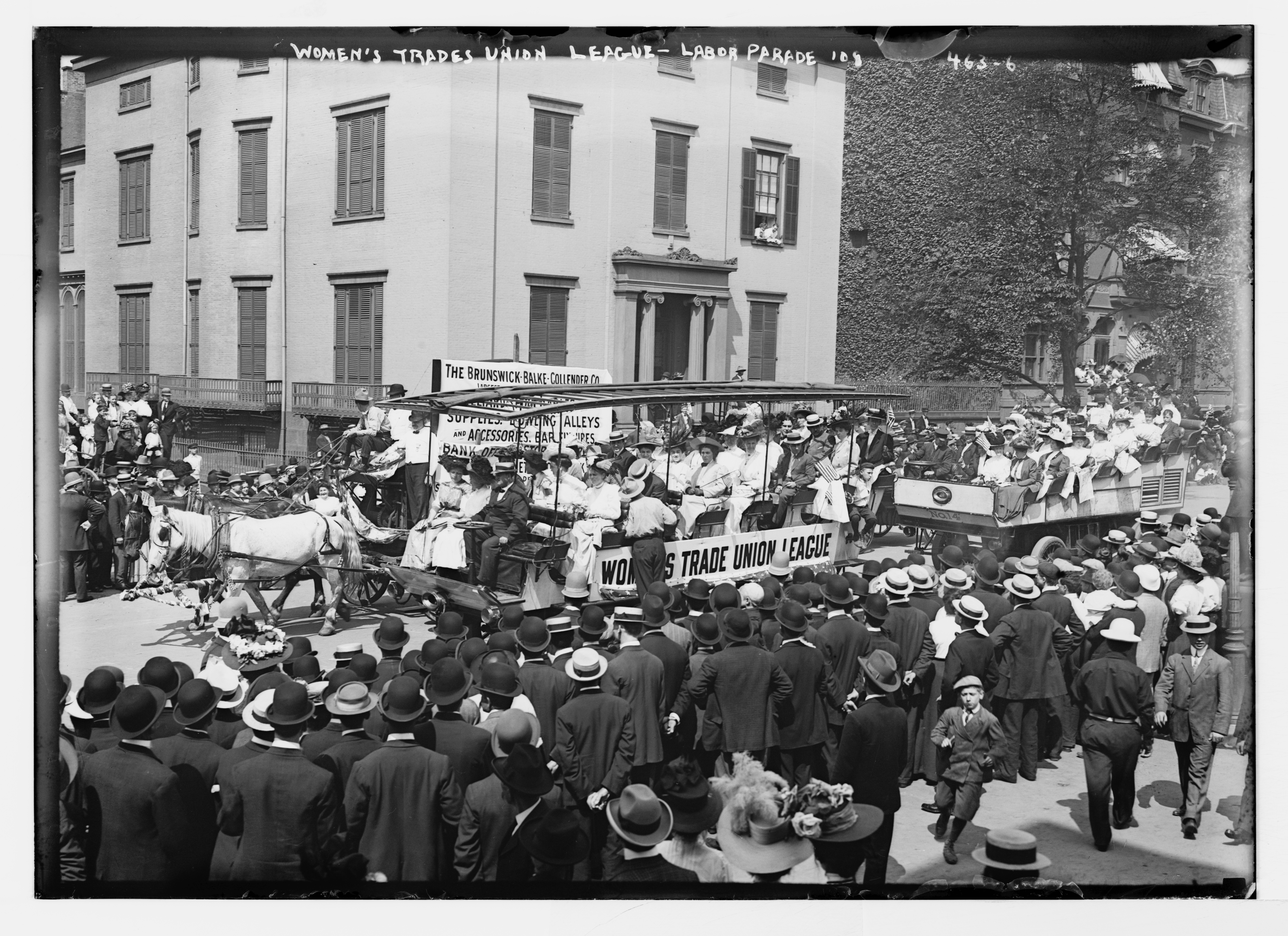
Fotografia (7 settembre 1908) di una riunione sindacale.

Alla fabbrica di Bounderby durante un'assemblea del sindacato tenuta da Slackbridge, Stephen Blackpool si chiama definitivamente fuori dai loro progetti e per questo viene isolato dagli altri operai. Quattro giorni dopo Bitzer lo informa che Bounderby vuole vederlo e Stephen si reca a casa sua. In presenza di Louisa e James Harthouse, Stephen tiene testa a Bounderby che lo accusa di essere un piantagrane e dopo un battibecco lo licenzia. La notte stessa Louisa e Tom si recano di nascosto a casa sua e Louisa, per aiutarlo in quella difficile situazione, gli offre del denaro, di cui Stephen accetta solo una piccola parte promettendole che lo avrebbe restituito. Tom chiama Stephen in disparte e lo informa di avere un'idea per aiutarlo, ma non entra nei particolari. Gli dice solo:  [...] Quando lascerete il lavoro, a partire da adesso fino al giorno della partenza, che ne dite di stare nei pressi della banca alla sera? Se, per caso, lui (Bitzer, il guardiano notturno) vi vede gironzolare, non comportatevi come se aveste in mente qualcosa di preciso, perché non vi manderò alcun messaggio per tramite suo, se non riesco a farvi il favore che ho intenzione di rendervi. Solo in caso positivo avrà un biglietto per voi [...].
Due giorni dopo la banca viene svaligiata ed il principale sospettato è proprio Stephen Blackpool.
Dopo la rapina la signora Sparsit alloggia per qualche giorno a casa di Bounderby. Qui ha modo di notare una complicità tra James Harthouse e Louisa e decide di tenerli continuamente sott'occhio. Qualche tempo dopo invita Tom a mangiare da lei; dopopranzo dovrà andare alla stazione ad aspettare Harthouse, di ritorno dallo Yorkshire. Mentre Tom aspetta invano alla stazione la signora Sparsit capisce che si tratta di un trucco di James e Louisa per tenerlo lontano e si dirige verso la casa di Bounderby. Nel bosco vicino alla casa nota la presenza di Louisa e Harthouse, quest'ultimo che la trattiene per un braccio finché è intento a confessare il suo amore per lei, e del cavallo di lui legato alla siepe poco lontano.
Poco dopo James va via a cavallo e Louisa esce correndo dal bosco dirigendosi verso la stazione. La signora Sparsit la segue sul treno, convinta che si debbano incontrare a Coketown, ma quando scende alla stazione la perde di vista, rendendo vani tutti i suoi sforzi.
Louisa però si sta recando da suo padre, che è stupito di vederla. È in uno stato di estrema depressione e lo accusa di non averle dato l'opportunità di avere un'infanzia felice, e che la sua rigorosa e arida educazione le ha tolto la capacità di esprimere le proprie emozioni. Dopo queste parole, Louisa collassa priva di sensi ai piedi del padre.

### Libro terzo:Il raccolto
La signora Sparsit raggiunge il signor Bounderby e lo informa della relazione tra Louisa e Harthouse. Bounderby, arrabbiato da questa notizia, si reca a casa di Gradgrind, dove Louisa sta riposando. Il signor Gradgrind prova a calmare Bounderby e gli rivela che Louisa ha respinto Harthouse. Bounderby è inconsolabile e immensamente indignato e maleducato verso tutti i presenti, inclusa la signora Sparsit, per le sue false rivelazioni. Alla fine Bounderby dà un ultimatum a Louisa, ritornare da lui per le dodici del giorno seguente, altrimenti il matrimonio sarà finito. Il giorno dopo rispedisce tutti i vestiti di Louisa a casa di Gradgrind e riprende la vita da scapolo. James Harthouse, convinto da Sissy, lascia Coketown.
La signora Sparsit porta trionfante la signora Pegler, un'anziana donna che spesso si aggirava misteriosamente nei paraggi della casa di Bounderby, a casa dello stesso Bounderby poiché è convinta che sia una complice della rapina dal momento che era stata vista insieme a Stephen Blackpool ed a Rachael che invece, ignari di chi fosse, l'avevano semplicemente ospitata in casa per una tazza di tè. Alla presenza del signor Gradgrind, del figlio Tom, di Sissy e di Rachael la signora Pegler respinge le accuse e rivela di essere la madre di Bounderby, smentendo così tutti i discorsi che era solito fare sulla povertà della sua infanzia ed umiliandolo in pubblico.
Stephen Blackpool se n'è andato da Coketown, sta cercando lavoro sotto falso nome, ma vuole provare a discolparsi. Di ritorno verso Coketown cade in un pozzo e viene ritrovato da Sissy e Rachael. In punto di morte chiede a Gradgrind di scagionarlo, allontanando così i sospetti su di lui, ed indirizzando la sua attenzione e quella di Louisa verso Tom, senza fare però delle precise accuse.

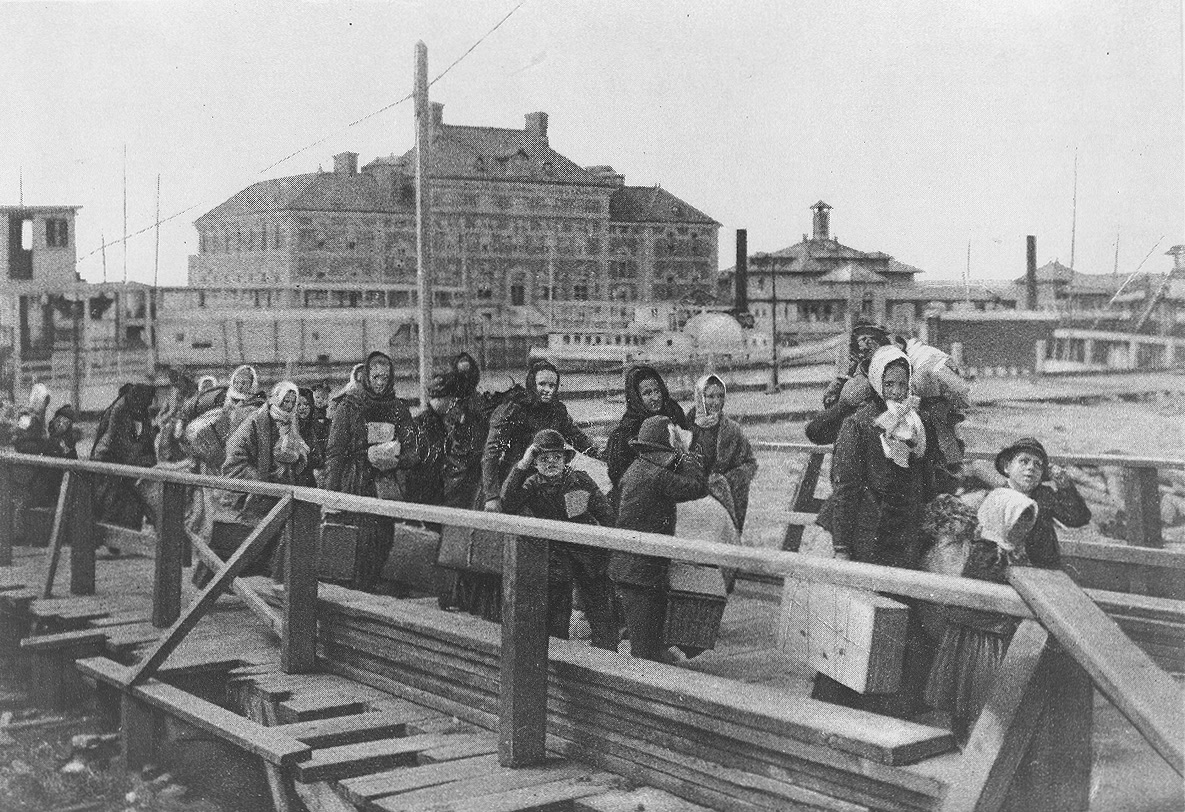
Emigranti europei sbarcano a Ellis Island, a New York, (USA), nel 1902

Louisa sospetta che suo fratello abbia ingannato Stephen facendogli una falsa offerta, spingendolo a bighellonare intorno alla banca. Anche Gradgrind e Sissy sono della stessa idea, e quest'ultima rivela di aver detto a Tom di andare a nascondersi nel circo di Sleary, che si era trasferito in un'altra città.
Louisa e Sissy vanno subito al circo di Sleary. Dopo circa un'ora arriva anche Gradgrind e Tom confessa, senza rimorso, il furto alla banca, spiegando che l'aveva fatto perché non aveva abbastanza soldi e una rapina era l'unica soluzione ai suoi problemi, deludendo così Gradgrind, che credeva di aver dato un'ineccepibile educazione a suo figlio. Gradgrind decide che Tom deve partire per Liverpool e lì imbarcarsi per l'America, ma la conversazione viene interrotta da Bitzer, il quale è ansioso di rivendicare la taglia messa da Bounderby e non cede né alle lacrime di Louisa e Sissy né alla pietà che Gradgrind cerca di suscitargli. Alla fine è il signor Sleary che, pur riconoscendo che il crimine di Tom è molto grave, decide di aiutarlo per sdebitarsi con Gradgrind che prese con sé Sissy, così con un trucco distrae Bitzer e Tom ha l'occasione di scappare.
A Coketown, Bounderby senza remore solleva dai suoi incarichi la signora Sparsit, nonostante abbia delle importanti parentele. Il destino dei personaggi è amaro. La signora Sparsit ritorna a vivere con sua zia, Lady Scadgers, con la quale condivide l'acrimonia verso gli altri. Bounderby, dopo aver scialacquato la sua fortuna nelle speculazioni, muore a seguito di un infarto. Tom muore tra i rimorsi subito dopo aver scritto l'ultima lettera a Louisa. Louisa invecchia senza risposarsi mai. Gradgrind abbandona l'utilitarismo alla luce della vicenda che ha coinvolto suo figlio. Rachael, dopo una lunga malattia, ritorna a lavorare. Sissy, la vincitrice morale della storia, ha dei bambini suoi ed è l'unica dei protagonisti a condurre una vita felice, dimostrando così che sono la fantasia e l'immaginazione a rendere felici, e non i fatti e i calcoli.

## Personaggi diTempi difficili

### Personaggi

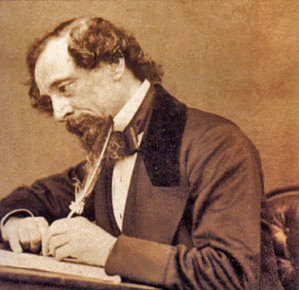
Charles Dickens

#### Thomas Gradgrind (padre)
Thomas Gradgrind è un utilitarista, fondatore del sistema scolastico di Coketown. "Eminentemente pratico" è la descrizione che spesso ricorre nel romanzo, ed in effetti è qualcosa a cui aspira. Rappresenta la severità e il rigore dei Fatti, delle statistiche e di altre materie matematiche. Solo dopo il crollo della figlia Louisa capisce che la fantasia e l'immaginazione non sono "dannosissime sciocchezze".
Comunque rimane un personaggio piatto attraverso il quale l'autore vuole condannare l'utilitarismo.

#### Josiah Bounderby
Bounderby rappresenta l'obiettivo principale degli attacchi di Dickens alla supposta superiorità morale dei ricchi. È l'amico più vicino a Gradgrind, "vicino quanto può esserlo a un uomo del tutto privo di sentimenti un altro uomo, altrettanto privo di sentimenti". Bounderby è un opulento industriale, banchiere e commerciante dal carattere presuntuoso, sempre intento a ricordare che è un uomo sorto dai bassifondi che si è fatto da solo, una versione che verrà contraddetta dalla madre alla fine del libro, umiliandolo pubblicamente.

#### Louisa (Lou) Bounderby (nata Gradgrind)
Louisa è la primogenita di Thomas Gradgrind. La rigida educazione ai fatti l'ha resa incapace di esprimere chiaramente le proprie emozioni, una condizione che le impedirà di opporsi alla proposta di matrimonio di Bounderby e che la farà vivere in uno stato di costante apatia e depressione.

#### Cecilia (Sissy) Jupe
Sissy è la personificazione dell'immaginazione, della speranza e della fede. Abbandonata dal padre, un artista del circo di Sleary, Gradgrind le offre una chance per studiare alla sua scuola e va a vivere a Stone Lodge. Grazie alla sua alta moralità e al suo buon cuore ha una grande influenza sulla famiglia Gradgrind. È l'unico personaggio a cui Dickens concede un lieto fine.

#### Stephen Blackpool
Stephen Blackpool rappresenta l'onestà e la rettitudine. Quando viene incolpato del furto alla banca di Bounderby in realtà nessuno crede alla sua colpevolezza, tranne Bounderby, che è il suo contrario, e non cede davanti alle proposte del sindacalista Slackbridge, anche se questo gli costa il licenziamento.

### Altri personaggi
- Tom (figlio): è il secondogenito di Thomas Gradgrind. Rapinando la banca di Bounderby deluderà tremendamente suo padre, che rivaluterà per questo i principi educativi dell'utilitarismo.
- La signora Gradgrind: è la moglie di Thomas Gradgrind, una donna fragile e costantemente ammalata. Muore nella seconda parte del romanzo.
- M'Choakumchild: è l'insegnante della scuola di Gradgrind, col quale condivide la filosofia utilitarista.
- Bitzer: è un compagno di classe di Sissy, anch'egli cresciuto coi Fatti di Gradgrind e M'Choakumchild, i suoi insegnanti, il quale opera solo per interesse personale. Finita la scuola inizia a lavorare alla banca di Bounderby.
- La signora Sparsit: è la classica vedova acida e invadente e trama contro Louisa, fraintendendo la bontà del suo rapporto con James Harthouse
- James Harthouse: è un indolente e languido gentiluomo che non ha nessuno scopo nella vita, il quale arriva a Coketown con la speranza di entrare in parlamento grazie all'aiuto di Gradgrind.
- La signora Pegler: abita fuori città e sovente si aggira misteriosamente intorno alla casa di Bounderby. Alla fine del romanzo si scoprirà esserne la madre.
- Slackbridge: è un sindacalista. Parla alla fabbrica di Bounderby per attirare il consenso degli operai, ma Stephen Blackpool, che ne intuisce le intenzioni malevole, non cede alle sue proposte.
- Sleary: è il titolare del circo itinerante in cui risiedeva Sissy prima dell'abbandono del padre. Ha un difetto nel parlare, pronuncia le esse come effe.
- E. W. B. Childers e Kidderminster: due artisti del circo Sleary.
- Rachel: lavora nella stessa fabbrica di Stephen Blackpool, il quale ne è innamorato. I due non potranno sposarsi poiché Blackpool deve prendersi cura della moglie alcolista da cui vuole disperatamente separarsi, ma il divorzio è una procedura troppo costosa per un operaio nelle sue condizioni.

## Temi

### Fatti contro immaginazione
Dickens sosteneva l'importanza dell'immaginazione nella vita di tutti i giorni per non ridurre la vita a una collezione di fatti materiali e analisi statistiche. Durante l'interrogazione di Sissy all'inizio del romanzo, nel capitolo intitolato non a caso La strage degli innocenti, le viene chiesta la definizione esatta di cavallo che lei non sa dare. La darà il suo compagno Bitzer: "Quadrupede, erbivoro, quaranta denti, cioè ventiquattro molari, quattro canini e dodici incisivi. La muta avviene in primavera; nei paesi umidi cambia anche le unghie. Zoccoli duri che però richiedono la ferratura. Età riconoscibile dai segni della bocca". Nella scuola dell'utilitarista Gradgrind agli alunni viene insegnato che non si può mettere carta da parati raffigurante cavalli, perché nella realtà i cavalli non camminano sulle pareti, e non si possono mettere dei tappeti raffiguranti dei fiori, perché i fiori nella realtà non si calpestano. L'educazione in cui vengono enfatizzate materie dove i fatti hanno importanza primaria, come la matematica e le scienze statistiche, a scapito di materie puramente artistiche come la letteratura, la poesia e la musica è l'obiettivo di Dickens. Sissy è la vincitrice morale del romanzo, ma non ha lottato per arrivare al suo lieto fine, è semplicemente la vita che le ha dato ragione.

### Onestà e prosperità
Secondo Dickens l'onestà e la prosperità non andavano sempre di pari passo. Questa teoria è rappresentata nel romanzo dallo scontro tra Bounderby e l'operaio Stephen Blackpool, in particolare quando Blackpool si rifiuta di sottostare al potere del sindacalista Slackbridge intuendone le cattive intenzioni e il rapporto che intercorre tra lui e Bounderby (che però non vengono mai palesate nella storia, anche se la critica al sindacalismo faceva parte della denuncia delle cattive condizioni di lavoro degli operai), subendo così il licenziamento. Nessuno in realtà sospetta di lui quando è il principale indagato per la rapina alla banca di Bounderby.

## Critica e valore letterario

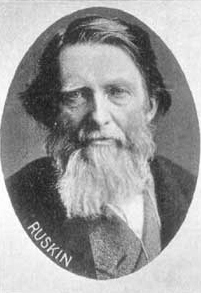
John Ruskin nel 1894

A dispetto del successo di vendita del romanzo, la critica non era concorde nel definire il valore del lavoro di Dickens. Il rinomato critico John Ruskin dichiarò che Tempi difficili era il romanzo di Dickens che preferiva per l'esplorazione di importanti questioni sociali. Thomas Babington Macaulay, invece, lo bollò come "socialismo malevolo", perché era chiaro che Dickens non comprendeva completamente la politica del tempo. Anche George Bernard Shaw sostenne questa tesi dichiarando che il romanzo era una "passionale rivolta contro l'intero ceto industriale del mondo moderno". Shaw criticò il romanzo anche perché non dava un accurato resoconto del sindacato del tempo, giudicando Slackbridge "nient'altro che un'invenzione dell'immaginazione del ceto medio".
Il critico letterario Frank Raymond Leavis nel suo controverso La grande tradizione, descrive il libro essenzialmente come una "fiaba morale" e gli riconosce che è un'"opera d'arte" e l'unico lavoro di Dickens che vale la pena di analizzare.
Walter Allen, nell'introduzione ad un'edizione alternativa, definisce Tempi difficili come una "critica alla società industriale" superata solo dai lavori di David Herbert Lawrence. Altri scrittori hanno descritto il romanzo essere, come commenta Gilbert Keith Chesterton nel suo Appreciations and Criticism, "la più aspra delle storie", mentre George Orwell elogiò il romanzo e Dickens stesso per la sua "generosa rabbia".

## Edizioni italiane
- Tempi difficili, trad. di G. Ballarelli, Fratelli Treves, Milano, 1877, pp. 298
- Tempi difficili, trad. di Gigi De Motta, Sonzogno, Milano 1925, pp. 325
- Tempi difficili, trad. di Giuseppe Motta, Signorelli, Milano 1935, pp. 103 (pagine scelte)
- Tempi difficili, trad. di Luigi Berti, Giulio Einaudi Editore ("PBSL" n. 1), Torino 1949, pp. 507; Mondadori ("BMM" n. 564-565), Milano 1958, pp. 393
- Tempi difficili, trad. di Bruno Tasso, BUR (n. 310-312), Milano 1951, pp. 291; 1990 (L 757), (con introduzione di Paolo Ruffilli), pp. 309. ISBN 88-17-16757-6 ISBN 978-88-17-16757-4
- Tempi difficili, trad. di Marielena Bianchi d'Espinosa, Edizioni Paoline ("Filo d'erba" n. 24), Roma 1966, pp. 376
- Tempi difficili, trad. di Adriana Valori Piperno, Ugo Mursia Editore Milano, 1966, pp. 742 (con Barnaby Rudge); Garzanti Libri ("I grandi libri" n. 198), 1977, pp. 307 (su licenza Mursia)
- Tempi difficili, trad. di Gianna Lonza, introduzione di Piergiorgio Bellocchio, Garzanti ("I grandi libri", n. 198), Milano 1988, pp. 308. ISBN 88-11-36198-2
- Tempi difficili, traduzione di Maria Rita Cifarelli e Cristina Scagliotti, con un saggio di George Orwell, Collana ET.Letteratura n. 585, Torino, Einaudi, 1999,  p. 386, ISBN 88-06-15135-5. ISBN 978-88-06-18154-3
- Tempi difficili, traduzione di Mario Martino, Roma, Newton Compton, 2010.
- Tempi difficili, traduzione di Bruno Amato, Collana UEF. I Classici, Milano, Feltrinelli, 2015, ISBN 978-88-079-02154.